# 明廉街道
明廉街道，是中华人民共和国辽宁省沈阳市皇姑区下辖的一个乡镇级行政单位。

## 行政区划
明廉街道下辖以下地区：
明南社区、明北社区、秀水社区、明西社区、明东社区、赤水社区、文水社区、福居社区、涟水社区、引水社区、塔湾欣城社区、天山社区、宝合社区、寿山社区、华凯社区、中海西社区、塔湾社区和中海东社区。